# Dorfkirche Neuenfeld

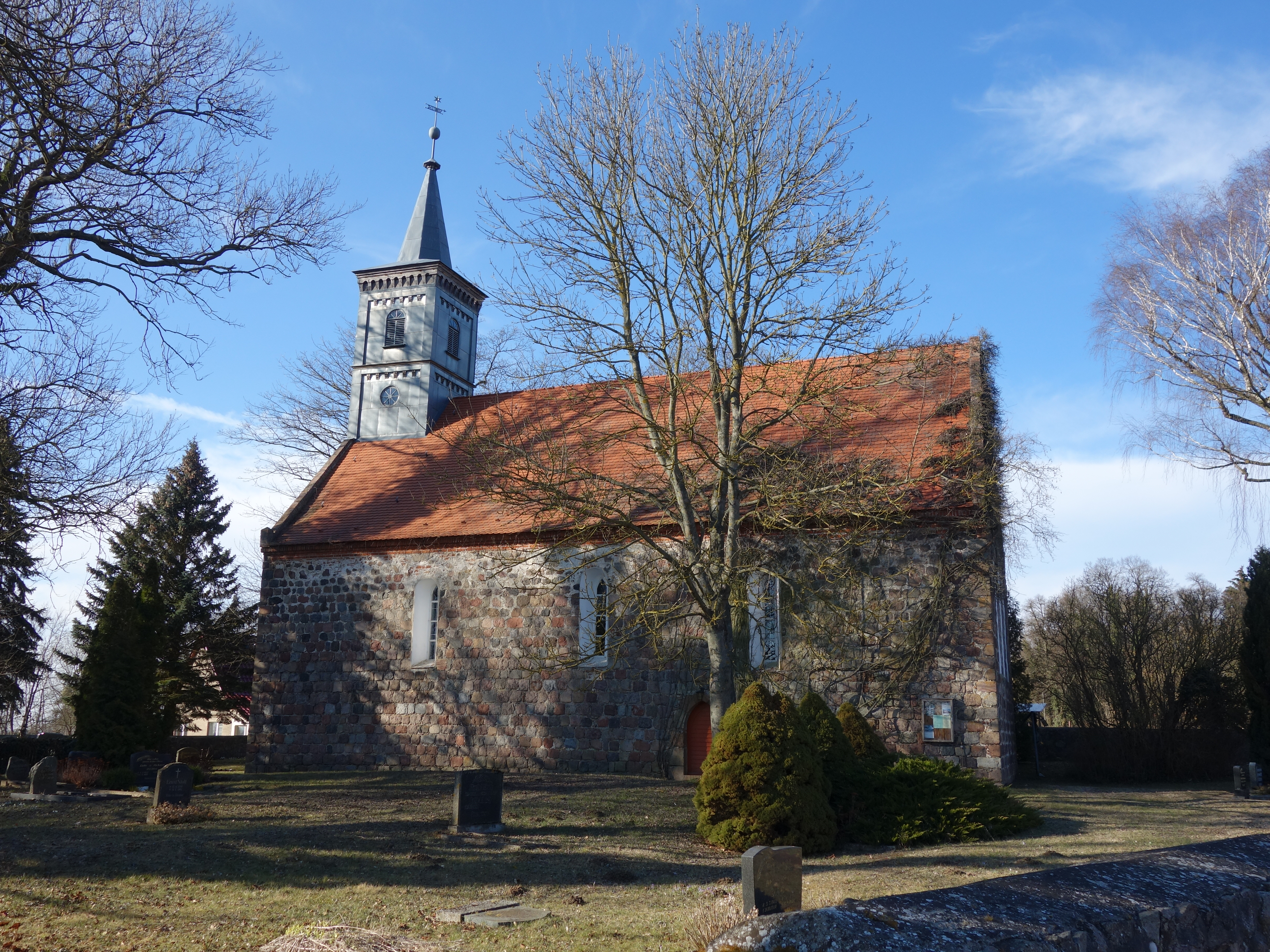
Dorfkirche Neuenfeld

Die evangelische, denkmalgeschützte Dorfkirche Neuenfeld steht in Neuenfeld, einem Gemeindeteil der Gemeinde Schönfeld im Landkreis Uckermark von Brandenburg. Sie gehört zur Kirchengemeinde Schönfeld im Kirchenkreis Uckermark der Evangelischen Kirche Berlin-Brandenburg-schlesische Oberlausitz.

## Beschreibung
Die Feldsteinkirche wurde in der zweiten Hälfte des 13. Jahrhunderts gebaut. Dem Satteldach ihres Langhauses wurde 1869 im Westen ein Dachturm aufgesetzt, der mit einem spitzen Helm bedeckt ist. Im Norden des Langhauses wurde eine verputzte Gruft derer v. Winterfeld angebaut.
Der Innenraum ist mit einer Holzbalkendecke überspannt. In ihm befinden sich eine Patronatsloge aus dem 18. Jahrhundert, die 1964 zu einem Christenlehreraum umgebaut wurde, und eine Empore im Westen. Zur Kirchenausstattung gehört ein dreigeschossiger hölzerner Kanzelaltar aus dem 17. Jahrhundert. Der Taufstein stammt aus dem Jahr 1880. Die Orgel mit vier Registern auf einem Manual und angehängtem Pedal wurde 1883 von Friedrich Kienscherf gebaut.